# Murray Chatlain
Murray Chatlain (ur. 19 stycznia 1963 w Saskatoon) – kanadyjski duchowny katolicki, w latach 2012–2024 arcybiskup Keewatin-Le Pas, arcybiskup Winnipeg od 2025.

## Życiorys
Święcenia kapłańskie otrzymał 15 maja 1987 i inkardynowany został do diecezji Saskatoon. Pracował przede wszystkim jako duszpasterz parafialny. W latach 2002–2005 przebywał na terenie diecezji MacKenzie-Fort Smith, pracując w kilku parafiach tejże diecezji.
23 czerwca 2007 został mianowany biskupem koadiutorem diecezji MacKenzie-Fort Smith na Terytoriach Północno-Zachodnich. Sakry biskupiej udzielił mu 14 września 2007 abp Luigi Ventura. Biskupem diecezjalnym tej diecezji został 10 maja 2008.
6 grudnia 2012 papież Benedykt XVI mianował go arcybiskupem Keewatin-Le Pas i jednocześnie administratorem apostolskim diecezji MacKenzie-Fort Smith do czasu wyboru nowego ordynariusza.
Paliusz otrzymał z rąk papieża Franciszka w dniu 29 czerwca 2013.
30 grudnia 2024 papież Franciszek mianował go arcybiskupem Winnipeg.